# Metazygia peckorum
Metazygia peckorum là một loài nhện trong họ Araneidae.
Loài này thuộc chi Metazygia. Metazygia peckorum được Herbert Walter Levi miêu tả năm 1995.